# Marc Terenzi
Pour l’article homonyme, voir Terenzi.
Marc Eric Terenzi est né le 27 juin 1978 aux États-Unis de parents italo-américains Peter et Antoinette. Il chante dans le groupe Natural. Il était marié à la chanteuse (pop/soul) allemande Sarah Connor. Ils ont eu un fils Tyler et une fille Summer. Toute la famille vivait à Wildeshausen, Allemagne.
À l'âge de 3 ans, sa grand-mère a commencé à l'emmener dans un studio de danse. 
À l’âge de 7 ans il a appris à jouer du piano dans l’église de sa mère. Il a également appris à jouer de la guitare, par ses propres moyens, après que son père lui en ait offert une pour Noël.
À l’âge de 12 ans, il commence à jouer. Il est apparu dans le show TV "Studio A.T.V".

## Natural
Terenzi rencontre Ben Bledsoe. En 1999 ils formeront avec Michael Johnson (batterie), Patrick King, et plus tard Michael 'J' Horn le groupe Natural.
Ils sortiront deux albums : "Keep It Natural" et "It's Only Natural"
En 2002, Terenzi rencontre la chanteuse allemande pop Sarah Connor. Le couple commence leur relation contre la volonté de Lou Pearlman.  Pearlman a des règles pour ses garçons (membres du groupe Natural) : "Pas de barde/moustache, pas de petites amies, et pas de boisson en public." En 2004, Sarah Connor annonce sa grossesse, le couple se marie peu après. Ne pouvant garder leur relation secrète plus longtemps, Pearlman veut remplacer Marc dans le groupe, mais les autres membres s'y opposent.  Natural se sépare après la dernière tournée en 2004.

## Carrière solo
Terenzi voulait reformer un groupe après Natural, "Jaded Rose". Cependant, lui et les autres membres n'avaient pas les mêmes attentes. Sa carrière solo débute en 2005, après l'enregistrement du show "Sarah and Marc in Love" qui montrait leur vie privée et l'enregistrement de leurs albums.
Le premier single de Terenzi, "Heat Between the Sheets", a été suivi de "Love to be loved by you", chanson qu'il avait écrite pour la cérémonie de son mariage. "Can't breathe without" est le dernier single de l'album "Awesome". Après la tournée, Marc sort encore un single "You complete my soul" le 6 octobre 2006.
Il a organisé les "Terenzi Horror Nights" à Europa-Park (parc d'attractions situé à Rust en Allemagne) avec Michael Mack (Direction du parc), Damion Poitier et Benny Richter (Compositeur des musiques). Ces soirées consistent à plonger les visiteurs dans l'ambiance des plus grands films d'horreur à l'occasion de la saison de Halloween.

### 2008: Terenzi
Le 7 mai 2008 Terenzi annonce sur sa page Myspace qu'il forme un nouveau groupe. Les membres sont Benny Richter, Michael Johnson et lui-même.
Le 21 mai, Marc annonce que Sarah et lui vont participer au show en 8 parties "Sarah and Marc: Crazy in Love" sur la chaîne de télévision allemande ProSieben. Le premier épisode est diffusé le 3 juillet 2008. On peut ainsi suivre le retour de Sarah Connor, son travail sur son prochain album "Sexy as hell" (sorti le 22 août 2008) et celui de Marc, "Black Roses" (sorti le 22 août 2008 également)
En juin 2008, il est annoncé que le nouveau groupe aura comme nom "Terenzi" dont les autres membres sont Michael Johnson, Benny Richter, Kai Stuffel et Christian Adameit. Pour leur premier single, le groupe reprend la chanson de Michael Jackson "Billie Jean" avec des arrangements, ce qui lui donne l'air d'une ballade rock. "Billie Jean" sort le 8 août 2008. L'album "Black Roses" sort le 22 août 2008.

## Vie privée
Le premier enfant de Terenzi, Tyler Marc Terenzi est né le 2 février 2004. Terenzi et Connor se marient le même mois. Le couple renouvelle leurs vœux lors d'une cérémonie, en juin 2005, qui fera partie de leur émission télévisée "Sarah and Marc in Love".
Connor donne naissance à Summer Antonia Soraya le 3 juin 2006. Summer est née avec une malformation du cœur, qui a été corrigée par une intervention chirurgicale.